# Nonanal
El nonanal es un compuesto químico perteneciente a la familia de los aldehídos cuya fórmula condensada es {\displaystyle {\ce {C9H18O}}}. Se trata de un aldehído de cadena lineal con punto de fusión de {\displaystyle -18\ ^{o}C}  y un punto de ebullición de {\displaystyle 190\ ^{o}C}.